# Szabad Európa Rádió
A Szabad Európa Rádiót és testvérszervezetét, a Szabadság Rádiót (SZER, angolul Radio Free Europe/Radio Liberty, rövidítve: RFE/RL) az Amerikai Egyesült Államok kormánya hozta létre a hidegháború kezdetén azzal a céllal, hogy híreket és információkat sugározzon Kelet-Európába, Közép-Ázsiába és a Közel-Keletre azokba az országokba, ahol „a kormányzatok betiltották vagy akadályozzák az információk szabad áramlását”.
A Szabad Európa Rádiót hivatalosan az amerikai kormány által létrehozott National Committee for a Free Europe nevű szervezet alapította 1949-ben az antikommunista propaganda céljaira. A főleg a Szovjetunióba sugárzó Szabadság Rádió két évvel később jött létre, majd a két szervezet 1976-ban egyesült.
A Szabad Európa Rádió/Szabadság Rádió a kezdetektől 1972-ig költségvetési támogatást kapott az amerikai Központi Hírszerző Ügynökségtől (CIA). Az első években a CIA és az amerikai külügyminisztérium irányelveket dolgozott ki a rádió számára, a későbbiekben a rádió által képviselt politikai irányvonal a hivatalos szervek és a szerkesztőség tagjai közötti konzultáció során alakult ki.
A Szabad Európa Rádió 1993 végéig üzemelt. 27 évvel később, 2020 szeptemberében indult újra a médium, de az új korszaknak megfelelően már nem rádióként, hanem online multimédiás szolgáltatásként (hírek, cikkek, audio podcastok és videós tartalmak) üzemel Szabad Európa néven.

## Története

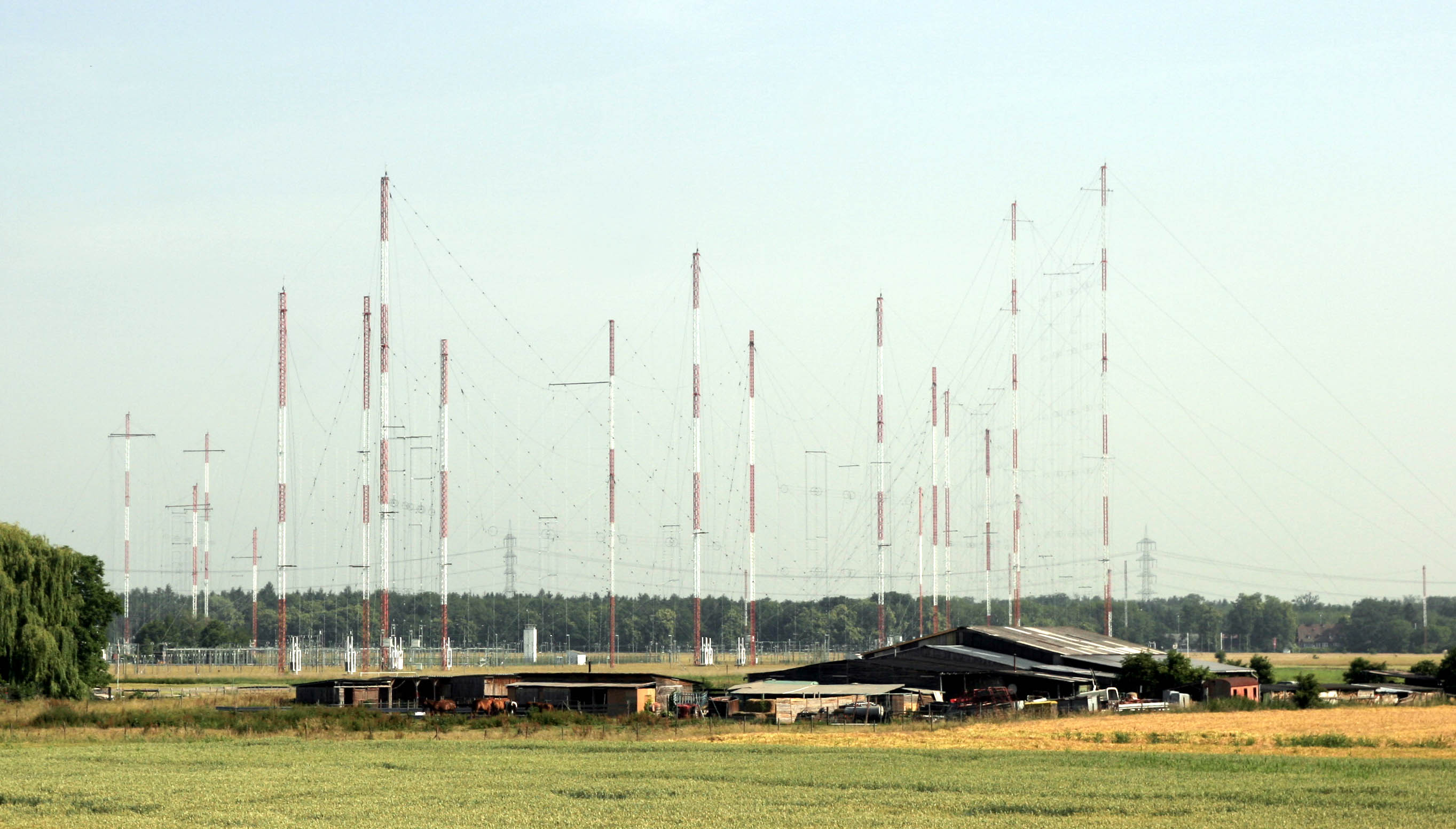
A Szabad Európa Rádió adóállomása

A rádió megalakulását a második világháborút követő nemzetközi politikai viszonyok indokolták. A Szovjetunió kiterjesztette hatalmát Kelet-Közép-Európára és ráerőltette saját társadalmi rendszerét. Ennek következményeként sokan menekültek Nyugatra, leginkább az Amerikai Egyesült Államokba. A hidegháború elején intenzív lélektani hadviselés indult meg a két világrendszer között. Az Egyesült Államok kormánya a szovjetek terjeszkedésének feltartóztatása érdekében ezért kezdeményezte 1947-ben egy olyan szervezet létrehozását, amely a szovjet befolyás alá került kelet-közép-európai lakosság számára a polgári demokrácia értékeit kívánta sugározni. 1949. május 17-én New York államban bejegyezték a Szabad Európa Bizottságot (Committee for a Free Europe), amelynek osztályaiként megalakultak a Nemzeti Bizottmányok (1949. július 21-én a Magyar Nemzeti Bizottmány) és 1949 decemberében a Szabad Európa Rádió. New Yorkban megkezdődött a Magyar Osztály megszervezése, munkatársainak kiválasztása. 1950. augusztus 4-én kísérleti jelleggel beindították a magyar nyelvű adást. A New Yorkból sugárzott műsor naponta kétszer jelentkezett, s főleg híreket közvetített. 1951 májusában a SZER európai központja Münchenbe került át. 1951. október 6-án már Münchenből adta magyar nyelvű egész napos műsorprogramját a Szabad Európa Rádió.
Az 1950 augusztusában megindult magyar adások hangszalagjait kezdetben repülőgépen Athénba szállították, majd egy hajón lévő rádióállomás sugározta Magyarországra. 1951 és 1962 között a rövidhullámú magyar adások nagy részét a München melletti Holzkirchenből, ezután Portugáliából sugározták. A magyar osztály 81 munkatárssal dolgozott.

### A rádió adásainak zavarása
Az érintett kommunista kormányok gyakran küldtek hírszerzőket a két szervezetbe, több ilyen beépülés tartós sikerrel járt. Emellett a rádió adásait a keleti blokk országai igyekeztek elektronikusan zavarni, vételi lehetőségeit korlátozni. Budapesten a belső kerületekben számottevő hatékonyságú volt a zavarás. A Fiumei úti OTI-palotában, az 1931-ben átadott 18 emeletes torony legfelső szintjén felületi jellegű, helyi zavaróállomás is működött. 1952-től a Magyar Rádió működő adói mellett Szolnokon és Székesfehérváron, majd Pécsett, Nyíregyházán, Szombathelyen, Diósdon, Balatonszabadin és Lakihegyen is üzembe helyeztek zavaróállomásokat. 1957-ben a zavaróadók problémákat okoztak a Magyar Televízió kísérleti adásának elindításában. A műszaki jellegű rádióelhárítást 1964 tavaszán leállították, majd 1968-ban a prágai tavasz leverését követően rövid ideig újraindították. Hatékonysága ekkorra már megkérdőjeleződött és a fenntartása is költségesnek bizonyult.

## Az 1956-os forradalom közvetítése
A SZER tevékenységének egyik legtöbbet kritizált fejezete az 1956-os forradalom alatti működése, ami a lélektani hadviselés egyik tipikus példája volt. A Magyar Osztály munkatársai a hazai viszonyok hiányos ismerete ellenére az események közvetítésére vállalkoztak. Az amerikai vezetéstől nem kaptak irányítást a magyarországi események kezelésére, mert őket is váratlanul érte a fegyveres konfliktus.
A szerkesztőket gyakorta átgondolatlan és szubjektív kommentjeik jellemezték. Szinte végig hibásan ítélték meg Nagy Imre szerepét, sőt a szovjet csapatok behívását is vele hozták párhuzamba. Radikális rendszerváltást követeltek. Felelőtlenül adtak gyakorlati tanácsokat az egyenlőtlen fegyveres harchoz, s ezzel számos értelmetlen áldozatot okoztak. Később pedig a fegyverek megtartására szólítottak fel.
A forradalom két hete alatt a magyar szerkesztőség egyetlen alkalommal sem ült össze azzal a szándékkal, hogy az eseményeket átgondolja, a követendő utat és magatartást eldöntse. A szerkesztőség munkáját végig a rögtönzés jellemezte. Nem járt sok haszonnal az sem, ha például New Yorkból politikai vonatkozású utasítás érkezett. Mintha a Szabad Európa Rádió is követte volna azt a szervezetlenséget és spontaneitást, amely a magyar forradalmat jellemezte.
A magyar forradalom leverése után a megosztott nemzetközi közvélemény nyomására amerikai és európai vizsgálat indult a SZER szerepéről, amely azonban nem zárult érdemi eredménnyel. Az NSZK kormánya és a CIA tagadta, hogy a rádió fegyveres segítséget ígért volna Nyugatról a magyar felkelőknek. Sőt állítólag a CIA-nak fogalma sem volt arról, hogy a magyar szekció valójában mit is sugárzott.
Mikes Imre azonban húsz évvel később nyilvánosságra hozott egy Budapestről kapott levelet: „Kedves Uram! Ön ma egy éve, 1956. október 28-án azt mondta Reflektorában, hogy ifjaink, ne tegyétek le a fegyvert! Az én fiam 21 éves volt, leendő orvos, szintén nem tette le. Most jövök a sírjától. Erről mit gondol, tisztelt Uram? D. Istvánné.” (Magyarország a Szabad Európa Rádió hullámhosszán, 1951–1956; Országos Széchényi Könyvtár – Gondolat Kiadó, Budapest, 2005, 346 oldal)

### Illegális hallgatás
Az ötvenes években a „rádióvédelem” elsősorban büntetőjogi-adminisztratív úton, részben pedig műszaki-technikai (adás-zavaró) eszközökkel történt. „A Szabad Európa rádió adásainak zárt lakásban történő hallgatása csak akkor valósítja meg a népi demokratikus államrend elleni izgatás bűntettét, ha ez más jelenlétében történik, vagy pedig, ha a lakáson kívül tartózkodó személyek részére is lehetővé vált ezzel ezen rádióállomás uszító híreinek hallgatása, ezen utóbbi esetben azonban csak akkor, ha nemcsak az nyert tényként megállapítást, hogy a kívül levő személy tudta, hogy a lakásban a Szabad Európa rádiót hallgatják, hanem az is, hogy e rádióállomás milyen híreit hallotta.” A Legfelső Bíróság (LB) 1955-ben hozott elvi döntése látszólag megszorító értelmezéssel kívánta a szocialista jogalkalmazás számára pontosítani a népi demokratikus államrend elleni izgatás bűntette megállapíthatóságának körét, valójában a lényegen semmit nem változtatott. A hatályos törvénykönyv – a BHÖ – ugyanis változatlanul a legkülönbözőbb államellenes tényállások szankcióival volt képes büntetni a „külföldi, ellenséges, magyar nyelvű rádióadók” hallgatásával megvalósított magatartásokat. Ezen rádiók körében a „különösen veszélyes ellenség” megjelölést – a műsorsugárzás 1951-es megindulásától – a Szabad Európa Rádió érdemelte ki a pártvezetés, illetve a Belügyminisztérium részéről. A keleti blokk országaiban élő fiatalok számára vonzó volt a szabadság illúzióját hirdető tiltott vagy megtűrt nyugati könnyűzene, ami a Szabad Európa mellett a luxemburgi rádióból is szólt. Emiatt a két rádió műsorának illegális hallgatása sajátos lázadó társadalmi rituálévá vált.

## 1990-es évek
42 éven át, 1993. október 31-i megszüntetéséig közvetítette a magyar hallgatók számára az emigrációban élők véleményét. Az alapítók és a későbbi vezetők következetesen tartották magukat ahhoz a véleményhez, hogy a Szabad Európa Rádió nem a magyar emigráció intézménye, hanem az amerikai népé és kormányzaté, felelősséggel csak ennek tartozik és nem a magyaroknak. Ezt magyar részről tudomásul vették, a többi között abból is kiindulva, hogy akik anyagilag lehetővé tették és fenntartásáról gondoskodnak, azoké a végső szó. A SZER megszűnését követően tárgyalások kezdődtek a rádió dokumentumainak megfelelő elhelyezéséről. Legfontosabb szempont az állomány megőrzése és az érdeklődők számára a minél szélesebb nyilvánosság biztosítása volt. Ennek megfelelően a magyar szerkesztőség dokumentumainak másolatát az Országos Széchényi Könyvtár, míg a SZER kutatóintézetének anyagát (benne a magyar nyelvű anyagokkal) a Blinken OSA Archívum kapta meg.

## A Szabad Európa Rádió magyar szerkesztősége
A SZER magyar osztályának korábbi vezetői: 1951: Dessewffy Gyula (1909–2000), 1954: Gellért Andor (1907–90), 1957: Bede István (1904–78), 1973. II. 1: Szabados József (1927–2004), 1984. X. 1: Ribánszky László (1941–2019).
A SZER magyar szerkesztőségében dolgoztak többek között: Borbándi Gyula, Borbély László (Kőbányai Péter), Borsányi Julián (Bell ezredes, Colonel Bell), Cseke László (Ekecs Géza), Juhász László, szerkesztő , Koréh Ferenc, Kováts Iván, Lauringer János, Litteráti-Loótz Gyula (Patkó Gyula), Lovas István, Mikes Imre (Gallicus), Tormay Gábor, Hanák Tibor, Halász Péter, Drábik János, Kovács Dénes, Vajda Albert, Czupy Bálint.
Az újrainduló SZE vezetői Csák Gyula és Vovesz Tibor, két régi Kossuth Rádiós munkatárs.

## A Szabad Európa Rádió sugárzására használt rövidhullámú sávok
- 19 m-es műsorszóró sáv
- 25 m-es műsorszóró sáv
- 31 m-es műsorszóró sáv
- 41 m-es műsorszóró sáv
- 49 m-es műsorszóró sáv

## Az újraindítás gondolata és megvalósulása
A Népszava 2019. június 13-án írt arról, hogy újraindulhat a Szabad Európa Rádió magyar nyelvű online adása. Információk alapján abból a 770,3 millió dolláros pályázati pénzből jutna erre, amelyet a kelet-európai és ázsiai demokráciák erősítésére szánnak Washingtonban. A pályázatot több amerikai demokrata képviselő, az amerikai külügyminisztérium egy magas beosztású hivatalnoka, valamint a Képviselőház úgynevezett megajánlási bizottsága is kiemelten támogatta. 2012-ben már egyszer felmerült a magyar nyelvű adás újraindításának ötlete, de konkrét lépés nem történt. A rádió magyar adásának amerikai és magyar támogatói most azzal érveltek, hogy nagy szükség lenne egy, a magyar kormánytól független médiumra. Egyelőre azonban csak online felületeken tennék elérhetővé; a régi rövidhullámos hagyományos rádióadást nem tervezik felújítani.
2019 szeptemberében már arról írt a The New York Times, hogy a Szabad Európa Rádió magyar nyelvű adása már 2020 májusában elindulhat. John Lansing, az Egyesült Államok Globális Médiaügynökségének vezetője a lapnak azt mondta, hogy a szolgáltatás eredeti költségvetése 750 ezer dollárra nőhet, valamint egy irodát is nyitnának Magyarországon. A lap emellett meg nem nevezett amerikai tisztségviselőkre hivatkozva arról írt, hogy David Cornstein, az USA akkori budapesti republikánus nagykövete biztosítékot akart szerezni a médiaügynökségtől arra, hogy a Szabad Európa Rádió nem csupán azokra a hírekre fókuszál, amik kedvezőtlenek a magyar kormánynak, valamint az oknyomozást sem viszi túlzásba. Pedig a törvények egyértelműen megtiltják az amerikai tisztségviselőknek, így a nagyköveteknek is, hogy beleavatkozzanak a médiaügynökség ügyeibe.
2020. augusztus 8-án bejelentették, hogy az új Szabad Európa nem rádióként, hanem multimédiás szolgáltatásokat nyújtó portálként (hírek, cikkek, audio podcastok és videós tartalmak) fog üzemelni.
Az egykori legendás rádió hivatalos jogutódjaként a Szabad Európa hírportál végül 2020. szeptember 8-án kezdte meg működését, 10 fős stábbal. Az igazgató Csák Gyula, a szerkesztőség vezetője Vovesz Tibor.

## Fordítás
- Ez a szócikk részben vagy egészben  a   Radio Free Europe/Radio Liberty című angol Wikipédia-szócikk ezen változatának fordításán alapul.  Az eredeti cikk szerkesztőit annak laptörténete sorolja fel. Ez a jelzés csupán a megfogalmazás eredetét és a szerzői jogokat jelzi, nem szolgál a cikkben szereplő információk forrásmegjelöléseként.